# Nat Mauk
Nat Mauk (birman : နတ်မောက်) est une ville située dans le district de Magway (en), dans la région orientale de Magway, en Birmanie, sur la rivière Yin (en). Nat Mauk est le siège administratif du canton de Nat Mauk (en). Nat Mauk est célèbre pour être le lieu de naissance et la ville natale du héros de l'indépendance birmane, Aung San.

## Transport
Nat Mauk est l'un des principaux arrêts sur la route ferroviaire Yangon-Bagan Express. Il se trouve également à mi-chemin sur la route principale est-ouest reliant Pyawbwe à Magwe.